# Wykopaliska szerokopłaszczyznowe
Wykopaliska szerokopłaszczyznowe - metoda prowadzenia badań wykopaliskowych polegająca na odsłonięciu szerokiej płaszczyzny konkretnej warstwy. Metoda ta pozwala poznać relacje pomiędzy artefaktami i obiektami na stanowisku. 
Wykopaliska szerokopłaszczyznowe podejmuje się na stanowiskach archeologicznych badanych wcześniej metodą sondaży. Pozwala to na weryfikacje danych uzyskanych z sondaży.